# Ghergheasa
Ghergheasa est une commune roumaine située dans le județ de Buzău.